# Jacobus Gallus
Jacobus Gallus Carniolus (Reifnitz, 3 luglio 1550 – Praga, 18 luglio 1591) è stato un compositore sloveno del tardo Rinascimento.
Visse e lavorò in Moravia e in Boemia durante gli ultimi dieci anni della sua vita.

## Vita
Gallus nacque nel 1550 come Jakob Petelin a Reifnitz in Carniola (oggi Ribnica, Slovenia). Usò la forma latina del suo nome, alla quale spesso aggiungeva l'aggettivo Carniolus, in onore alla sua terra nativa.
Gallus lasciò la Carniola quand'era ancora giovane, fu probabilmente istruito in un monastero Cistercense, e viaggiò in Austria, Boemia, Moravia, e Slesia. Per qualche tempo visse nell'Abbazia di Melk, situata nella Bassa Austria. Fu membro della cappella di corte di Vienna nel 1574, e fu maestro di cappella (Kapellmeister) del vescovo di Olomouc, Moravia tra il 1579 (o 1580) ed il 1585. Dal 1585 fino alla sua morte, lavorò a Praga come organista nella chiesa sv. Jan na Zábradlí. Morì il 18 luglio 1591 a Praga.

## Opere
La sua opera maggiore è l'Opus musicum del 1577, una collezione divisa in sei parti di 374 mottetti che riuscivano a soddisfare le esigenze della pratica musicale dell'intero anno liturgico. Il mottetto O magnum mysterium proviene dal primo volume (stampato nel 1586), il quale contiene i brani per il periodo che va dalla prima domenica di Avvento fino alla Settuagesima, ed è stato scritto per 8 voci, mostrando chiare evidenze dell'influenza dello stile policorale veneziano, con l'uso della tecnica del coro spezzato.
Il suo stile eclettico riusciva a fondere l'arcaico con il moderno di allora: usava raramente la tecnica del cantus firmus, e preferiva la nuova maniera policorale veneziana, ma allo stesso tempo utilizzava le precedenti tecniche imitative. Alcuni suoi passaggi cromatici preannunciavano il declino della modalità; il suo mottetto a 5 voci Mirabile mysterium contiene cromatismi degni di Carlo Gesualdo da Venosa. Componeva spesso utilizzando lo stile del madrigale, ma allo stesso tempo riusciva a creare un semplice Ecce quomodo moritur justus, che più tardi fu utilizzato da Händel per il suo Funeral anthem for Her Most Sacred Majestry Queen Caroline - HWV 264, dal quale poi Mozart si ispirò per l'Introitus del suo celeberrimo Requiem.
Pubblicò, sempre a Praga, anche 16 delle sue 20 messe.
Tra le sue opere si devono anche ricordare un centinaio di madrigali su testo latino pubblicati nella raccolta Harmoniae morales (Praga, tra il 1589 e il 1590), e Moralia (Norimberga, postumo, del 1596)